# Хоэнштайн (Виттен)
Хоэнштайн (нем. Hohenstein) — возвышенность на северном берегу Рура в городе Виттен (федеральная земля Северный Рейн — Вестфалия). Гора является отрогом гористого района Ардайгебирге.

Хоэнштайн является популярным местом отдыха жителей Виттена.

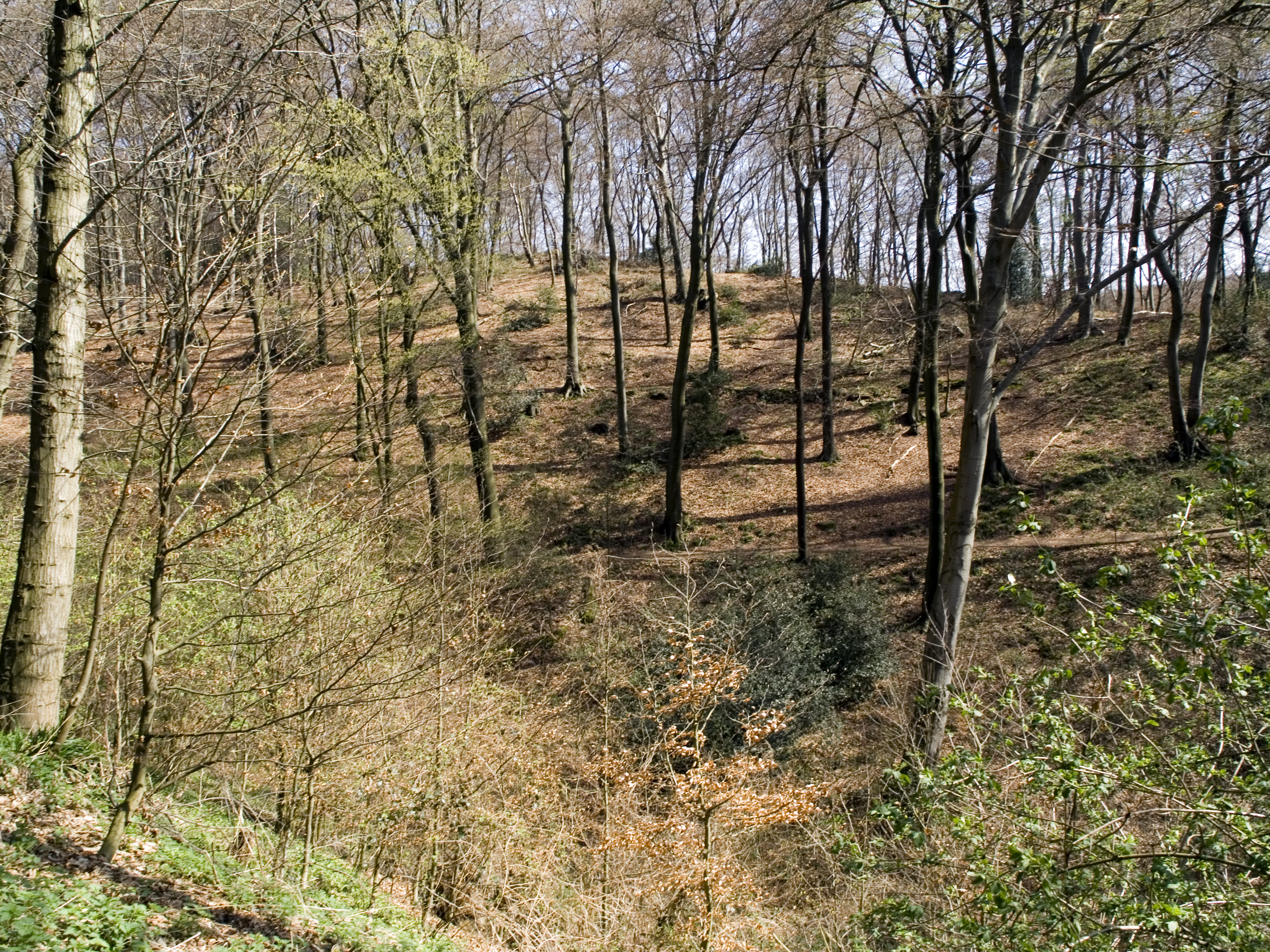
На склонах Хоэнштайна

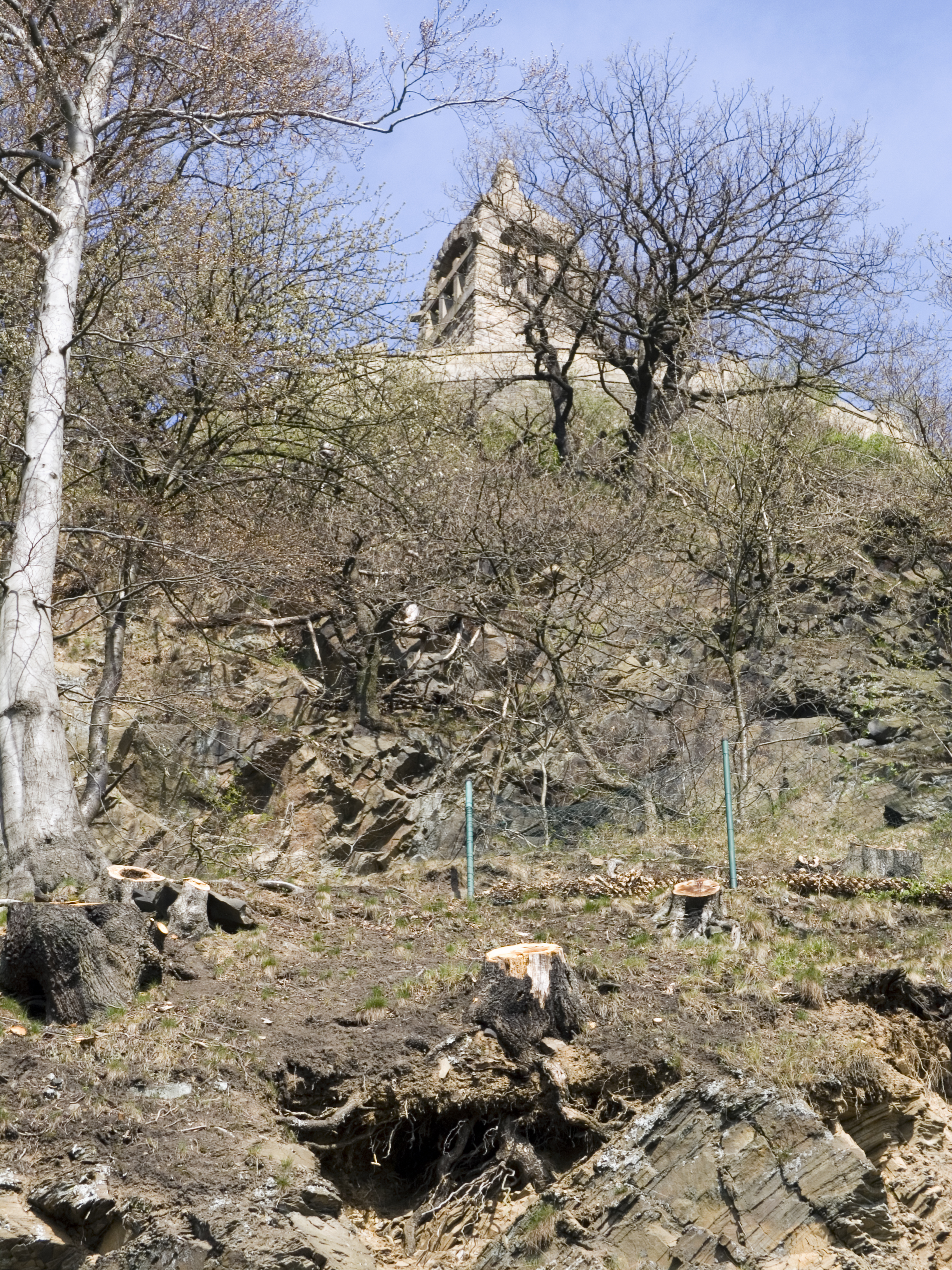
Южный склон Хоэнштайна (вверху виден монумент Бергера)

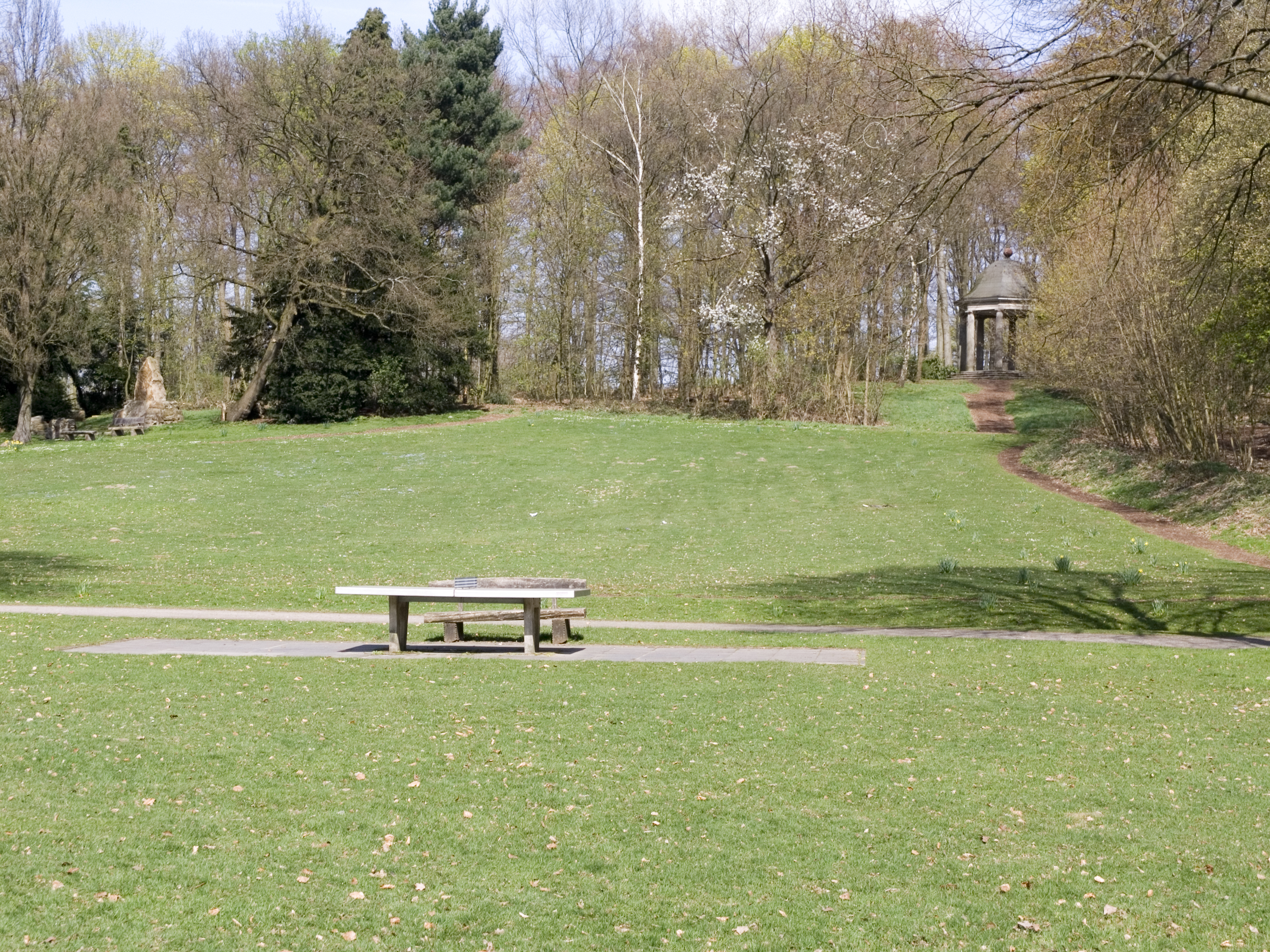
Haarmanntempel

В 1891 году правительство провинции Вестфалия приняло решение о строительстве на горе Хоэнштайн психиатрической клиники, но магистрат Виттена категорически отказался поддерживать эту идею и постановил обустроить на горе городской парк.

В 1902 году над южным 100-метровым обрывом горы начинает сооружаться монумент Бергера в честь Луиса Констанса Бергера — видного немецкого промышленника и депутата рейхстага. Торжественное открытие монумента прошло 28 августа 1904 года в день рождения Бергера.

В 1914 году на Хоэнштайне был открыт ресторан, построенный в необарочном стиле. В 1994 году этот ресторан был перестроен в бизнес-центр, в котором проводятся бизнес-семинары и конференции. В 1916 году была сооружена беседка, получившая название Haarmanntempel в честь бургомистра Виттена Густава Хаармана (de:Gustav Haarmann).

В 1922 году у южного подножия горы на Руре была построена ГЭС Хоэнштайн. В 1926 году на горе был построен открытый театр, рассчитанный на 6 000 зрителей, на тот момент это был крупнейший в Германии театр под открытым небом.

На горе имеются теннисные корты и столы для настольного тенниса. У подножия Хоэнштайна есть площадка для мини-гольфа и акватория для проведения соревнования судомоделистов.